# Федота Дмитро Валерійович
Дмитро Валерійович Федота (нар. 25 вересня 1988, Готвальд, Харківська область, УРСР) — український футболіст, захисник та півзахисник нижчолігового польського клубу «Агрополон» (Глущина).

## Життєпис
Народився 25 вересня 1988 року в місті Готвальд (нині — Зміїв) Харківської області. З третього класу займався футболом у місцевій дитячо-юнацькій спортивній школі. У 2001 році став вихованцем харківського училища фізичної культури (УФК), куди його запросив Микола Кольцов. Його тренерами в спортінтернаті були Микола Кольцов, Олександр Довбій та Юрій Несміян. У складі УФК грав у дитячо-юнацькій футбольній лізі України, де провів більше шістдесяти матчів.
У 2005 році був створений футбольний клуб «Харків», куди й запросили Федоту, який тоді навчався в одинадцятому класі. Спочатку Дмитро виступав в основному за «Харків-2» у другій лізі чемпіонату України, де грав на позиції опорного півзахисника. Однак пізніше, Роман Пець залишив його виступати за дублюючу команду. За дубль футболіст спочатку грав як центральний захисник, а пізніше почав грати на лівому фланзі півзахисту. Усього в молодіжному чемпіонаті України він провів 88 матчів.
Дебют у Прем'єр-лізі України відбувся 23 травня 2009 року в передостанній грі сезону проти дніпропетровського «Дніпра» (4:1). Головний тренер команди Володимир Безсонов випустив Дмитра на 51 хвилині замість Вадима Мілька. За підсумками сезону 2008/09 «Харків» зайняв останнє місце в Прем'єр-лізі і вилетів у Першу лігу.
У другому за силою українському дивізіоні Дмитро Федота став гравцем основного складу, зігравши в 24 матчах і відзначився 1 голом (у воротах «Олександрії»). Клуб за підсумками сезону посів передостаннє місце і вилетів у Другу лігу, після чого «Харків» припинив існування.
Взимку 2012 року перейшов у дніпродзержинську «Сталь» з Другій лізі. У вересні 2012 року залишив команду.
Пізніше виступав за аматорський клуб «Первомайськ». У 2014 році разом з командою «Чайка» з Петропавлівської Борщагівки став срібним призером чемпіонату Київської області. У березні 2015 року був на перегляді у польській команді «Сталь» з Ряшева. У 2015 році був гравцем чугуївського «Старту». Сезон 2015/16 провів в австрійському «Коблахе», який виступав в Ландесліге (4-й за силою дивізіон країни). Федота взяв участь в 25 поєдинках, забивши при цьому 2 м'ячі. Взимку 2017 року міг перейти в німецький клуб «Франкфурт» з міста Франкфурт-на-Одері, однак трансфер не відбувся. Влітку 2017 року став гравцем «Ключборка», що виступає у Другій ліги Польщі. У березні 2018 року перейшов до «Агрополону» (Глущина).

## Статистика

### Клубна
Станом на 27 грудня 2017
| Сезон   | Клуб        | Ліга                 | Чемпіонат | Чемпіонат | Кубок | Кубок | Дубль | Дубль |
| Сезон   | Клуб        | Ліга                 | Матчі     | Голи      | Матчі | Голи  | Матчі | Голи  |
| ------- | ----------- | -------------------- | --------- | --------- | ----- | ----- | ----- | ----- |
| 2005/06 | «Харків-2»  | Друга ліга України   | 22        | 0         |       |       |       |       |
| 2005/06 | «Харків»    | Прем'єр-ліга України | 0         | 0         | 0     | 0     | 6     | 0     |
| 2006/07 | «Харків»    | Прем'єр-ліга України | 0         | 0         | 0     | 0     | 29    | 0     |
| 2007/08 | «Харків»    | Прем'єр-ліга України | 0         | 0         | 1     | 0     | 26    | 0     |
| 2008/09 | «Харків»    | Прем'єр-ліга України | 1         | 0         | 1     | 0     | 27    | 0     |
| 2009/10 | «Харків»    | Перша ліга України   | 24        | 1         | 1     | 0     |       |       |
| 2011/12 | «Сталь» (Д) | Друга ліга України   | 10        | 0         | 0     | 0     |       |       |
| 2012/13 | «Сталь» (Д) | Друга ліга України   | 4         | 0         | 0     | 0     |       |       |
| 2017/18 | «Ключборк»  | Друга ліга Польщі    | 11        | 2         | 0     | 0     |       |       |